# دافور كابل
دافور كابل (بالسلوفينية: Davorin Kablar)‏ (6 ديسمبر 1977 في برجيتسي في سلوفينيا – )؛ هو لاعب كرة قدم سابق كان يلعب كمدافع.

## وصلات خارجية
- دافور كابل على موقع رابطة كرة القدم اليابانية للمحترفين (اليابانية)
- دافور كابل على موقع قاعدة بيانات كرة القدم.إي يو (الإنجليزية)
- دافور كابل على موقع Soccerway.com (الإنجليزية)
- دافور كابل على موقع عالم كرة القدم.نت (الإنجليزية)